# 罪と罰
『罪と罰』（つみとばつ、ロシア語: Преступление и наказание, 1866年）は、ロシアの文豪フョードル・ドストエフスキーの長編小説。
ドストエフスキーの代表作であり、世界的な長編小説の一つしても挙げられる名作である。「現代の予言書」とも呼ばれ、ドストエフスキーの実存主義的な考え方を垣間見ることができる。
1866年に雑誌『ロシア報知』（Русский вестник）に連載。『カラマーゾフの兄弟』、『白痴』、『悪霊』、『未成年』の後期五大長編小説で、最初に出版された。

## 概要
主人公である貧しい元大学生ラスコーリニコフは、頭脳明晰ではあるが「一つの微細な罪悪は、百の善行に償われる」「選ばれた非凡人は、新たな世の中の成長のためなら、社会道徳を踏み外す権利を持つ」という独自の犯罪理論を持つ青年である。
主人公は、金貸しの強欲狡猾な老婆を殺害し、奪った金で世の中のために善行をしようと企てるも、殺害の現場に偶然居合わせた老婆の義妹まで殺害してしまう。この思いがけぬ殺人に、ラスコーリニコフの罪の意識が増長し、苦悩する。
しかし、ラスコーリニコフよりも惨憺たる生活を送る娼婦ソーニャの、家族のためにつくす徹底された自己犠牲の生き方に心をうたれ、最後には自首する。人間回復への強烈な願望を訴えたヒューマニズムが描かれた小説である。

### 解説
一般には、正当化された殺人、貧困に喘ぐ民衆、有神論と無神論の対決などの普遍的かつ哲学的なテーマを扱い、現実と理想との乖離や論理の矛盾・崩壊などを描いた（すなわち、当時広まった社会主義思想への批判でもある）思想小説の類に属するとされる。
一方で、老婆殺しの事件を追及する予審判事ポルフィーリーに追いつめられたラスコーリニコフが鬼気迫る勢いで反論する、彼との三度に渡る論戦はさながら推理小説であり、翻訳を手がけたロシア文学者の江川卓は『刑事コロンボ』のような倒叙ミステリーの様相を呈していると語っている。
なお、刑事コロンボの脚本を担当したウィリアム・リンクは、コロンボのキャラクターはポルフィーリィがモデルだと発言している。

## 執筆の背景

### 執筆時期における作者のおかれた状況
政治犯としての刑期を終え、シベリアから帰還したドストエフスキーを待っていたものは、度重なる不幸であった。病床に臥した最初の妻マリアの看病はドストエフスキーを疲弊させ、ポリーナ・スースロワとの不倫関係を持つきっかけとなった。
ドストエフスキーは妻マリアを差し置いて、ポリーナとのイタリア旅行を画策する。しかし、一足先に旅立っていたポリーナは寂しさにかられて他人に身を任せ、ドストエフスキーを落胆させた。それでもドストエフスキーは持ちこたえ、彼女とイタリア旅行に向かうが、その直前にヴィスバーデンで大勝していたこともあって行く先々でルーレットに大金をつぎ込み、ポリーナにも愛想を尽かされる。
さらに、妻マリヤと実の兄ミハイルが相次いで世を去り、ミハイルが創刊した雑誌『世紀』も廃刊に追い込まれ、莫大な借金だけが残された。新作『地下室の手記』も評価されず、失意のうちにあったドストエフスキーは、悪徳出版業者ステロフスキーとの間に無謀な契約を交わし、それによって前借りした3000ルーブルを当座の借金の返済にあて、残った金を元手に再びヴィスバーデンに赴いた。
しかし、彼はここでも大負けし窮地に陥った（ホテルから蝋燭の提供さえ拒否された）。そして、このような状況の中で『罪と罰』初稿の執筆が開始されたのである。同年10月に友人の協力で帰国した。翌1866年1月、雑誌『ロシア報知』にて連載を開始し、同年12月に完結した。なお、トルストイの『戦争と平和』とは、連載時期を同じくしている。
また、ドストエフスキーは、ステロフスキーとの契約に従い、長編をもう一本書く必要があった。この時に書かれた『賭博者』は当時最新の速記を活用して、僅か26日間で仕上げられ、『罪と罰』の終結部の一部も速記を用いて執筆されている。

### 執筆の経過
ヴィスバーデンで書かれた『罪と罰』の初稿は一人称形式で、ドストエフスキーの言によれば「ある犯罪の心理報告書」となるべきものだったが、登場する人物は限られていた。一方、この構想が生まれる以前に、ドストエフスキーは、『酔いどれ』と称する中編小説の構想を持っており、実際に出版社に売り込みをかけたこともあった 。やがてこの『酔いどれ』が『罪と罰』に統合され、マルメラードフ一家やスヴィドリガイロフなどの重要なキャラクターが『罪と罰』に導入されることになった。このときは、まだ一人称形式が保持されていたのだが、連載開始を目前にして、ドストエフスキーは、それまでの草稿を破棄し、第三者視点による物語に改めた。

### 小説のモデル
本作執筆のきっかけとなったのは、1865年1月にモスクワの商人の息子で、ラスコーリニキ（分離派信徒）のゲラシム・チストフが、金品略奪を目的に二人の老婆を殺害した事件である。ヴィスバーデンにいたドストエフスキーは、この事件を『声』紙に掲載された速記録で知ることになった。連載中、本作品に似た事件が起きて世を賑わしたため、ドストエフスキーは、大いに興奮したと伝えられている。この時、ドストエフスキーは、自らの観察眼について大いに自慢げであった。
ほとんど時を同じくして1866年4月4日にドミトリイ・カラコーゾフによる初の皇帝アレクサンドル2世暗殺未遂事件が起きた時には、驚愕して言葉を失い身を震わせたという。カラコーゾフは、主人公と似た境遇にある活動家であり、主人公が往来で大声で独り言を続ける半狂人として扱われているのと同じように、「死にたい」という口癖を持つ、精神科に通う病んだ若者であった。
1879年には、カラコーゾフをモデルとする『カラマーゾフの兄弟』が書かれた。1881年2月9日にドストエフスキーは死去したが、直後の3月13日にイグナツィ・フリニェヴィエツキによってアレクサンドル2世は暗殺された。

## あらすじ
プロローグ
帝政ロシアの首都、夏のサンクトペテルブルク。学費滞納のため大学から除籍された貧乏青年ラスコーリニコフは、それでも自分は一般人とは異なる「選ばれた非凡人」との意識を持っていた。その立場なら「新たな世の中の成長」のためなら一般人の道徳に反してもいいとの考えから、悪名高い高利貸しの老婆アリョーナを殺害し、その金を社会のために役立てる計画を立てる。
アリョーナから金を借り、その金を「貧乏なため娘が娼婦になった」と管を巻く酔っ払いのマルメラードフに与えた翌日、かねてからの計画どおりアリョーナを斧で殺害し、さらに金を奪おうとする。しかし、その最中にアリョーナの義妹も入ってきたので、勢いでこれも殺してしまう。
この日からラスコーリニコフは、罪の意識、幻覚、自白の衝動などに苦しむこととなる。
序盤
翌朝、ラスコーリニコフは、下宿の女中が「警察に出頭せよ」との命令書を持ってきたので慄く。行ってみると「借金の返済の督促」であったが、刑事達から昨夜の老婆殺しの話を聞いて失神する。
様子が変だと思った友人のラズミーヒンが、ラスコーリニコフを訪問してきたところに、母から手紙で知らされていた妹の婚約者のルージンが現れる。成金のルージンを胡散臭く思ったラスコーリニコフは、これを追い出す。
そんなとき、ラスコーリニコフは、マルメラードフが馬車に轢かれたところに出くわす。介抱の甲斐なく、マルメラードフは死んでしまったため、マルメラードフの家に金を置いて立ち去る。
下宿に戻ると、郷里から母と妹のドゥーニャが来ていた。ラスコーリニコフは、罪の意識のためにその場に倒れる。母は、息子の無礼にルージンが怒っていることを心配していた。金持ちのルージンが一家の貧窮を救うと期待していたからだ。
中盤
予審判事のポルフィーリーは、ラスコーリニコフが2ヶ月前雑誌に発表した論文の「選ばれた未来の支配者たる者は古い法を乗り越えることができる」というくだりは殺人の肯定であり、あなたはそれを実行したのではないかと探りを入れて来る。なんとかポルフィーリの追及をかわしたラスコーリニコフ。
その後、下宿の前で見知らぬ男から「人殺し」と言われ立ちすくむ。しかし「人殺し」という言葉は幻覚で、見知らぬ男はラスコーリニコフに用があったのだった。
スヴィドリガイロフと名乗ったその男はドゥーニャが目当てで、「ルージンとドゥーニャの結婚を一緒につぶそう」と持ちかけてくる。ラスコーリニコフはこれを追い返すが、図らずともルージンは「自らの恩着せがましさ」がばれてしまったために、妹の結婚は破談となる。
終盤
ラスコーリニコフは、マルメラードフの娘で娼婦であるソーニャのところへ行き、聖書の朗読を頼んだり君と僕は同類だと言って、ソーニャを不安がらせる。そして、再びポルフィーリーと対決するが、その横で事件当日そこにいたペンキ屋が「自分が犯人だ」とわめき出したので、驚きながらも解放される。
ソーニャはマルメラードフの葬式後の会食で、同じアパートに逗留していたルージンの策略により、金銭泥棒に陥れられる。周囲の証言により「ルージンの狂言」であることがわかるが、ソーニャはその場を飛び出して帰宅しまう。ラスコーリニコフは彼女を追いかけ、ついに彼女の部屋で「殺人の罪」を告白する。しかし、隣の部屋に居たスヴィドリガイロフが薄い壁を通して会話を聞いていたのだった。
ポルフィーリーが三度現れて「ペンキ屋でなくお前が犯人だ」と主張し、罪が軽くなるので自首することを勧める。一方、スヴィドリガイロフは「ラスコーリニコフの犯罪」をネタに、ドゥーニャに結婚を迫っていた。ドゥーニャはスヴィドリガイロフのところへと現われるが、結局結婚を拒絶したので、スヴィドリガイロフは有り金を周囲に渡したりおごったりしたあと自殺する。
ラスト
とうとう罪の意識に耐えられなくなったラスコーリニコフは、母に別れを告げる。何か恐ろしいことが起こった事だけを悟る母。ドゥーニャの顔はすべてを知っていた。ラスコーリニコフは自殺を考えていたが、ソーニャの力を借りてついに自首する。
ラスコーリニコフへの罰は、それまでの善行や自首したこと、取り調べの際の態度などを考慮し、『シベリア流刑8年』という寛刑になる。ラスコーリニコフを追ってソーニャもシベリアに移住し、ラスコーリニコフを見守る。そのことに気づいたラスコーリニコフはソーニャへの愛を確信する。

## 登場人物
ロジオン・ロマーヌイチ・ラスコーリニコフ（ロージャ）
孤独な主人公。学費滞納のために大学から除籍され、サンクトペテルブルクの粗末なアパートに下宿している。
ソフィヤ・セミョーノヴナ・マルメラードワ （ソーニャ）
マルメラードフの娘。家族を飢餓から救うため、売春婦となった。ラスコーリニコフが犯罪を告白する最初の人物である。
ポルフィーリー・ペトローヴィチ
予審判事。ラスコーリニコフを心理的証拠だけで追い詰め、鬼気迫る論戦を展開する。
アヴドーチヤ・ロマーノヴナ・ラスコーリニコワ （ドゥーネチカ、ドゥーニャ）
ラスコーリニコフの妹。美しく芯の強い、果敢な娘。
兄や母の事を考え裕福な結婚をするため、ルージンと婚約するが、ルージンの横柄さに憤慨し、破局する。
以前家庭教師をしていた家の主人スヴィドリガイロフに好意を持たれている。
アルカージイ・イワーノヴィチ・スヴィドリガイロフ
ドゥーニャを家庭教師として雇っていた家の主人。ラスコーリニコフのソーニャへの告白を立ち聞きする。
マルメラードフの遺児を孤児院に入れ、ソーニャと自身の婚約者へは金銭を与えている。
妻のマルファ・ペトローヴナは3,000ルーブルの遺産を残して他界。
ドミートリイ・プロコーフィチ・ウラズミーヒン
ラスコーリニコフの友人。ラズミーヒンと呼ばれる。変わり者だが誠実な青年。ドゥーニャに好意を抱く。
セミョーン・ザハールイチ・マルメラードフ
居酒屋でラスコーリニコフと知り合う、飲んだくれの九等官の退職官吏。ソーニャの父。
仕事を貰ってもすぐに辞めて家の金を飲み代に使ってしまうという悪癖のため、一家を不幸に陥れる。最期は馬車に轢かれ、ソーニャの腕の中で息を引き取る。
カテリーナ・イワーノヴナ・マルメラードワ
マルメラードフの2人目の妻。良家出身で、気位が高い。肺病と極貧にあえぐ。夫の葬儀はラスコーリニコフの援助によって行われた。
ポーリナ・ミハイローヴナ・マルメラードワ （ポーリャ、ポーレンカ）
マルメラードフの娘。ソーニャの妹。
アマリヤ・フョードロヴナ（イワーノヴナ、リュドヴィーゴヴナとも）・リッペヴェフゼル
マルメラードフ一家に部屋を貸している大家。
プリヘーリヤ・アレクサンドロブナ・ラスコーリニコワ
ラスコーリニコフとドゥーニャの母。
ピョートル・ペトローヴィチ・ルージン
七等文官の弁護士。45歳。ドゥーニャの婚約者。ドゥーニャと結婚しようとするが、ドゥーニャを支配しようとする高慢さが明らかになり、ラスコーリニコフと決裂し、破局する。
ラスコーリニコフへの当て付けにソーニャを罠にかけ、窃盗の冤罪をかぶせようとするが失敗する。
アンドレイ・セミョーノヴィチ・レベジャートニコフ
役人。サンクトペテルブルクでルージンを間借りさせている。ルージンのソーニャへの冤罪を晴らした。
アリョーナ・イワーノヴナ
高利貸しの老婆。十四等官未亡人。悪徳なことで有名。ラスコーリニコフに殺害され金品を奪われる。
リザヴェータ・イワーノヴナ
アリョーナの義理の妹。気が弱く、義姉の言いなりになっている。ラスコーリニコフに殺害される。ソーニャとは友人であった。
ゾシーモフ
医者。ラズミーヒンの友人。ラスコーリニコフを診察する。
プラスコーヴィヤ・パーヴロヴナ・ザルニーツィナ （パーシェンカ）
ラスコーリニコフの下宿の大家。八等官未亡人。
彼女の娘であるナターリヤ・エゴーロヴナ・ザルニーツィナはラスコーリニコフと婚約していたが、病死している。
ナスターシヤ・ペトローヴナ （ナスチェンカ）
ラスコーリニコフの下宿の女中。
ニコージム・フォミーチ
ラスコーリニコフが住む区の警察署の署長。
イリヤ・ペトローヴィチ
ラスコーリニコフが住む区の警察署の副署長。かんしゃく持ちで、「火薬中尉」とあだ名される。
アレクサンドル・グリゴリーウィチ・ザミョートフ（ザメートフ）
警察署の事務官。ラズミーヒンの友人。
ニコライ
殺人の嫌疑をかけられたペンキ職人。彼の予想外の行動が、この事件をこじらせることとなる。
| 名前                                             | 単語        | ロシア語の意味   |
| ------------------------------------------------ | ----------- | ---------------- |
| ロジオン・ロマヌーイチ・ラスコーリニコフ         | raskol      | 分割 反対 分離   |
| ピョートル・ペトローヴィチ・ルージン             | luzha       | 水たまり         |
| ドミートリィ・プロコーフィチ・ウラズミーヒン     | razum       | 合理性、心、知能 |
| アンドレイ・セミョーノヴィチ・レベジャートニコフ | lebezit     | 追従             |
| セミョーン・ザハールイチ・マルメラードフ         | marmelad    | マーマレード     |
| アルカージイ・イワーノヴィチ・スヴィドリガイロフ | Svidrigailo | リトアニア公爵   |

ロシア人のフルネームは、名+父称+姓で成り立っている。英語のミスターなどに相当するロシア語である「Господин（ガスパジン）」等の語もあるが、ロシア人が「◯◯さん」と他人に呼びかける時は「名+父称」で呼びかけることがほとんどで、親しい人への呼び掛けは他のヨーロッパ諸語と同様に愛称形が使われる。そのため人物名の記述は他のロシア文学と同様、会話以外で人物名を述べる時は主に姓だけで書かれ、親しい人からの呼び掛け時は愛称形で、あまり親しくない人からの呼び掛けは名と父称で、その他、フルネームや名だけで記述されることもあり、慣れないうちは人物名の把握が難しい。主人公「ラスコーリニコフ」で例示するなら、愛称形なら「ロージャ」と、名と父称なら「ロジオン・ロマヌーイチ」と、名だけなら「ロジオン」と記述されているが、すべて「ロジオン・ロマヌーイチ・ラスコーリニコフ」その人である。愛称形の呼び名が2つ以上ある人物もいる。主要人物はすべてこの調子であるが、呼び掛けの形によって話し手の立場がわかるため、一部の日本語訳のように名称を姓で統一してしまうと、微妙なニュアンスが失われてしまう。逆に原文通りの人名の記述だと微妙なニュアンスはわかるが、人名の複雑さはロシア文学の初心者を苦しめることになる。そのため読書の際に人名の対照表を用意する者もいる。

## 文献
- 最初期の原典訳は新潮社版『世界文學全集 罪と罰』（中村白葉訳、昭和3年刊）。
  - 中村白葉訳は旧岩波文庫（全3巻）版で、長年重版した。

※は電子書籍も刊

### 主な訳書版
- 江川卓訳、岩波文庫※、1999-2000年（ワイド版も刊）
  - 上巻 ISBN 4003261356、中巻 ISBN 4003261364、下巻 ISBN 4003261372
    - 旧訳版は、旺文社文庫（上・下）、および集英社「世界文学全集」
- 亀山郁夫訳、光文社古典新訳文庫※、2008-2009年
  - 1巻 ISBN 4334751687、2巻 ISBN 4334751733、3巻 ISBN 4334751849
- 工藤精一郎訳、新潮文庫※、1987年、改版2010年。他に「全集」版、新潮社
  - 上巻 ISBN 4102010211、下巻 ISBN 410201022X
- 米川正夫訳、角川文庫※、上巻 ISBN 4042087175、下巻 ISBN 4042087183
  - 旧新潮文庫、河出書房新社「全集」版で長年重版。千歳出版（別社の電子出版）も刊

以下は古書のみ
- 北垣信行訳、講談社「世界文学全集」。グーテンベルク21（上・下）※ で再刊
- 池田健太郎訳、中公文庫（上・下）。元版は「世界の文学 ドストエフスキイ」中央公論社、新装版1994年
- 小沼文彦訳、筑摩書房「全集」版

### 関連書籍
- 江川卓『謎とき「罪と罰」』新潮選書、1986年　ISBN 4106003031、第38回読売文学賞受賞
- ベローフ『「罪と罰」注解』（糸川紘一訳、江川卓監修）群像社、1990年 ISBN 4905821029。
- 亀山郁夫『「罪と罰」ノート 増補』平凡社ライブラリー※、2023年 ISBN 4582769446。
  - 『ドストエフスキー 共苦する力』東京外国語大学出版会、2009年 ISBN 4904575016。
- 三田誠広『〈新釈〉罪と罰 - スヴィドリガイロフの死』作品社、2009年　ISBN 4861822505。

## その他
- 「罪と罰」というタイトルの日本語の歌曲は非常に多い。大江千里、岡田冨美子、佐藤直紀、椎名林檎、浜圭介、PANTA、松任谷由実、矢野絢子その他、多くの音楽家がそれぞれ「罪と罰」という歌の著作権をもっている。ただし、内容はドストエフスキーの小説とは無関係の歌が大半である。
- 小説を模倣した殺人事件も起きている。1942年(昭和17年)2月12日の未明、高円寺駅から少し西にある馬橋で、杉並質屋一家三人殺しが発生した。夫婦と3歳の女児が寝込みを斧で惨殺された。翌年、犯人として23歳のAが逮捕された。Aは文学が好きで、ドストエフスキーの『罪と罰』を読み、浅草の映画館で『罪と罰』を見て、自分の空想を実行した。ただし殺された質屋は小説と違い、普通の家庭であった。Aは死刑になった[8]。

## 関連作品

### 映画
小説「罪と罰』は幾度となく映画化されている。以下には有名なものをあげる。
- 『ラスコーリニコフ』　ロベルト・ヴィーネ監督（ドイツ、1923年）
- 『罪と罰』ジョセフ・フォン・スタンバーグ監督（アメリカ、1935年）
- 『罪と罰』ピエール・シュナール監督（フランス、1935年）
- 『罪と罰』ジョルジュ・ランパン監督（フランス、1956年）
- 『罪と罰』デニス・サンダース監督（アメリカ、1958年）
- 『罪と罰』レフ・クリジャーノフ監督（ソビエト、1970年）
- 『罪と罰』アキ・カウリスマキ監督（フィンランド、1983年）
- 『罪と罰』マイケル・ダーロウ監督（イギリス、2003年）ジョン・ハート主演

### テレビシリーズ
ロシアにて2007年12月に8話からなるテレビシリーズが第一チャンネルにて放映された。番組HP
下記、落合尚之の漫画『罪と罰 A Falsified Romance』を原作としたドラマがWOWOWにて2012年4月29日より放映された。番組公式サイト
2013年12月4日からNHK Eテレの教養番組『100分de名著』の2013年12月度の題材として、全4回放送された。

### 漫画
- 手塚治虫『罪と罰』 初期作品（初出は1953年の東光堂からの単行本[9]）※ただし、子供を読者に想定した作品であること、当時の頁数の制約などから、原作の長編小説の翻案ダイジェストになっている。また、結末は大幅に改変されている[9]。
  - ISBN 4061086103（講談社版〈手塚治虫漫画全集〉 単行本、1977年）
  - ISBN 4041851254（角川文庫版、1995年）
- 大島弓子『ロジオン ロマーヌイチ ラスコーリニコフ -罪と罰より-』 （朝日ソノラマ、1976年9月[10]）（絶版）
- 峯岸ひろみ『罪と罰』（ユニコン出版、世界名作コミック、1977年）
- 青木雄二『邂逅』（マガジンハウス、1997年6月）- 本作を基にした大阪を舞台とする翻案作品である。
- 汐見朝子『罪と罰　正義か犯罪か』 （双葉文庫、コミック世界の名作シリーズ ISBN 978-4-575-72391-5、2002年）[11]（品切）
- 『罪と罰　まんがで読破』（イースト・プレス、ISBN 978-4872578355、2007年10月）
- 落合尚之『罪と罰 A Falsified Romance』（双葉社アクションコミックス、2007年 - 2011年）
- 岩下博美（漫画）、ドストエフスキー（原著）『罪と罰』（日本文芸社（シリーズ：マンガで読む名作）、ISBN 978-4-537-12568-9、2010年4月)。
- 漫F画太郎『罪と罰』（新潮社 月刊コミック@バンチ、連載2012年 - 2013年） - 本作を原作としているが、主人公の名前がエビ山エビゾーになっているなどかなりの脚色がなされたギャグ漫画となっている。
- 岩下博美（漫画）、ドストエフスキー（原著）『罪と罰』（講談社（まんが学術文庫）、ISBN 978-4065106532、2018年4月11日)。
- 朝霧カフカ『文豪ストレイドッグス』：作中のキャラクターとして登場する、ドストエフスキーの「(殺された際、その要因となった人物が次のドストエフスキーとなる)異能力」として採用されている。[要説明]。
- 柳沢きみお『【新訳】罪と罰』 - 物語の舞台が現代の日本に変わっている[12]。

### 舞台
- 新・罪と罰　PU-PU-JUICE　主演・いしだ壱成
- ロッカールームに眠る僕の知らない戦争（2012年）舞台を安保時代の日本に置き換えている。
- 罪と罰　(2019年1月9日 - 2月1日) : Bunkamuraシアターコクーン / (2019年2月9日 - 17日) : 森ノ宮ピロティホール　
  - ラスコリニコフ : 三浦春馬[13]
  - ソーニャ : 大島優子[13]
  - ドゥーニャ & リザヴェータ : 南沢奈央
  - ラズミーヒン : 松田慎也
  - スヴィドリガイロフ : 山路和弘
  - プリヘーリヤ & アリョーナ : 立石涼子
  - ポルフィーリ : 勝村政信[13]
  - カテリーナ : 麻実れい[13]